# Estrada Parque Comendador Antônio Cônti
A RJ-165 é uma rodovia do estado do Rio de Janeiro.
Liga a BR-101, na altura do município de Paraty, ao município de Cunha, no estado de São Paulo, e durante sua extensão a elevação do terreno sobe de 200m a 1450m de altitude no seu ponto mais alto.
Foi renomeada para "Estrada Parque Comendador Antônio Cônti", por força da sanção da Lei Estadual 7.556/2017. A estrada e conhecida como a "Estrada Parque Paraty-Cunha"
Esta rodovia estadual por muito tempo foi a única saída terrestre da cidade de Paraty, tendo sido recuperada em 1954, haja vista mesma só ter sido conectada ao restante dos municípios fluminenses por terra na década de 1970 com a construção da Rio-Santos.
Em boa parte, segue o traçado da antiga Estrada Real do Caminho do Ouro (Caminho Velho), que ligava as lavras auríferas mineiras com o único porto liberado para a saída deste produto pela coroa portuguesa, até a transferência daquela para cidade do Rio de Janeiro.
Após o entroncamento com a rodovia Rio-Santos (BR-101), na entrada de Paraty, segue asfaltada por 14 quilômetros, quando se torna uma estrada-parque, com pavimento em blocos para redução de velocidade, atravessando 8 quilômetros pelo interior do Parque Nacional da Serra da Bocaina - até a divisa com o estado de São Paulo, onde volta a ter pavimento normal, converte-se na SP-171 - "Rodovia Vice-Prefeito Salvador Pacetti".
Obras de melhorias da rodovia, tiveram início em junho de 2013. e foram finalizadas em agosto de 2016, com a reabertura da estrada, agora devidamente pavimentada com blocos intertravados, permitindo a passagem de carros com tranquilidade. É proibido tráfego durante o período noturno por se tratar de uma estrada-parque em que a noite se prioriza a passagem de animais nativos do parque.

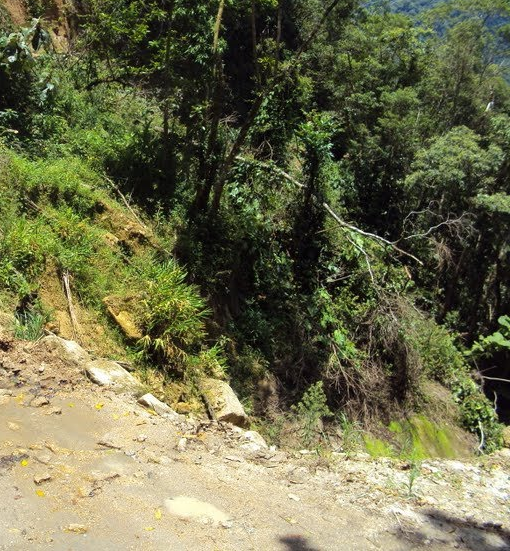
Ribanceira e parte da pista na Paraty-Cunha

## Serviços
No trecho de serra entre o bairro Penha em Paraty e a divisa com o estado de São Paulo, a rodovia não apresenta nenhum posto de gasolina ou posto de serviços para o carro, apenas um quiosque com vendas de alimentos e bebidas. O quiosque tem também dois banheiros (um feminino e um masculino) bastante precários.

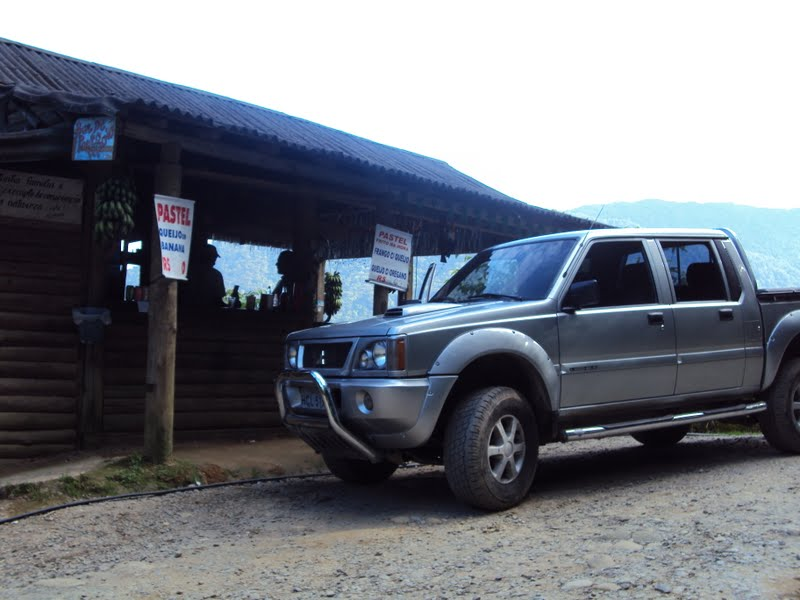
Quiosque na Paraty-Cunha

## Tragédia de 2009 em Paraty
No dia 10 de janeiro de 2009 uma forte chuva atingiu a cidade de Paraty, provocando deslizamentos de terra e pedras na rodovia. Os rios que atravessam a Paraty-Cunha transbordaram e, com a forte correnteza, arrastaram várias pontes. Por um grande tempo a rodovia ficou interditada para a retirada das barreiras, a implosão das pedras que deslizaram e a construção de pontes provisórias.

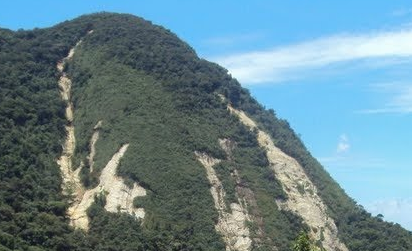
Deslizamentos na RJ-165